# Nueva Caledonia en la Copa de las Naciones de la OFC 2016
La selección de Nueva Caledonia fue uno de los ocho equipos participantes de la Copa de las Naciones de la OFC 2016, realizada en Papúa Nueva Guinea entre el 28 de mayo y el 11 de junio. Fue su sexta participación en el certamen continental.
Les Cagous fueron emparejados en el grupo A junto con Tahití, Samoa y Papúa Nueva Guinea. Tras avanzar como segundos luego de una victoria y dos empates, cayeron en semifinales ante Nueva Zelanda.

## Enfrentamientos previos
El 26 de marzo viajó a Port Vila para enfrentar a Vanuatu, contra el que perdió 2-1.
| Fecha               | Lugar     |         |                    | Resultado |                            |                 |
| ------------------- | --------- | ------- | ------------------ | --------- | -------------------------- | --------------- |
| 26 de marzo de 2016 | Port Vila | Vanuatu | Bandera de Vanuatu | 2:1 (0:0) | Bandera de Nueva Caledonia | Nueva Caledonia |

## Jugadores
Thierry Sardo nombró el 25 de noviembre de 2015 la lista preliminar con 46 jugadores. El 23 de abril entregó la definitiva.
| #  | Nombre               | Posición         | Edad | PJ Sel | Club               |
| -- | -------------------- | ---------------- | ---- | ------ | ------------------ |
| 1  | Dimitri Petemou      | Arquero          | 35   | 2      | Baco               |
| 2  | Judikael Ixoee       | Defensor         | 26   | 11     | Carqueiranne       |
| 3  | Joseph Tchako        | Defensor         | 23   | 2      | Mont-Dore          |
| 4  | Georges Bearune      | Defensor         | 26   | 12     | Magenta            |
| 5  | Kevin Nemia          | Defensor         | 26   | 0      | Magenta            |
| 6  | Cedric Sansot        | Mediocampista    | 27   | 0      | Magenta            |
| 7  | Joël Wakanumuné      | Mediocampista    | 29   | 16     | Magenta            |
| 8  | Roy Kayara           | Mediocampista    | 26   | 12     | Hienghène Sport    |
| 9  | Jean-Philippe Saiko  | Delantero        | 25   | 0      | Poitiers           |
| 10 | César Zeoula         | Mediocampista    | 26   | 24     | Stade Lavallois    |
| 11 | Bertrand Kaï         | Delantero        | 32   | 20     | Hienghène Sport    |
| 12 | Loic Wakanumuné      | Defensor         | 31   | 0      | Magenta            |
| 13 | Jean-Brice Wadriako  | Defensor         | 23   | 0      | Magenta            |
| 14 | Jacky Meindu         | Mediocampista    | 26   | 0      | Noumea             |
| 15 | Jorys Cexome         | Mediocampista    | 26   | 0      | Lössi              |
| 16 | Jean-Christ Wajoka   | Defensor         | 23   | 0      | Magenta            |
| 17 | Georges Gope-Fenepej | Delantero        | 27   | 18     | Amiens             |
| 18 | Emile Bearune        | Defensor         | 26   | 9      | Horizon Patho      |
| 19 | Joseph Athale        | Mediocampista    | 20   | 0      | Wetr               |
| 20 | Thomas Schmidt       | Arquero          | 19   | 0      | Lössi              |
| 21 | Brice Dahite         | Delantero        | 24   | 0      | Hienghène Sport    |
| 23 | Steeve Ixoee         | Arquero          | 27   | 1      | Magenta            |
| DT | Thierry Sardo        | Director técnico | -    | -      | Bandera de Francia |

## Participación

### Primera fase
| Equipo             | Pts | PJ | PG | PE | PP | GF | GC | Dif |
| ------------------ | --- | -- | -- | -- | -- | -- | -- | --- |
| Papúa Nueva Guinea | 5   | 3  | 1  | 2  | 0  | 11 | 3  | 8   |
| Nueva Caledonia    | 5   | 3  | 1  | 2  | 0  | 9  | 2  | 7   |
| Tahití             | 5   | 3  | 1  | 2  | 0  | 7  | 3  | 4   |
| Samoa              | 0   | 3  | 0  | 0  | 3  | 0  | 19 | -19 |

| 20         | Guardameta     | Ronald Warisan      |     |
| 2          | Defensa        | Daniel Joe          |     |
| 5          | Defensa        | Felix Komolong      |     |
| 4          | Defensa        | Alwin Komolong      |     |
| 19         | Defensa        | Koriak Upaiga       |     |
| 7          | Centrocampista | Raymond Gunemba     |     |
| 11         | Centrocampista | Wira Wama           | 85' |
| 12         | Centrocampista | David Muta          |     |
| 14         | Centrocampista | Emmanuel Simon      | 64' |
| 9          | Delantero      | Nigel Dagingyaba    |     |
| 18         | Delantero      | Tommy Semmy         |     |
| Entrenador | Entrenador     | Flemming Serritslev |     |

| 20         | Guardameta     | Thomas Schmidt      |     |
| 3          | Defensa        | Joseph Tchacko      |     |
| 13         | Defensa        | Jean-Brice Wadriako |     |
| 18         | Defensa        | Emile Bearune       |     |
| 7          | Centrocampista | Joël Wakanumuné     |     |
| 8          | Centrocampista | Roy Kayara          |     |
| 16         | Centrocampista | Jean-Christ Wajoka  | 62' |
| 19         | Centrocampista | Joseph Athale       | 74' |
| 10         | Delantero      | César Zeoula        |     |
| 9          | Delantero      | Jean-Philipe Saiko  |     |
| 11         | Delantero      | Bertrand Kaï        |     |
| Entrenador | Entrenador     | Thierry Sardo       |     |

| 17 | Centrocampista | Jacob Sabua    | 64' |
| 8  | Centrocampista | Michael Foster | 85' |

| 2  | Defensa   | Judikael Ixoee | 62' |
| 21 | Delantero | Brice Diahite  | 74' |

| Anotado | 41' | Tommy Semmy | 1 - 0 |

| Anotado | 83' | Jean-Philippe Saiko | 1 - 1 |

| Amonestado           | 35' | Ronald Warisan  |
| Amonestado           | 65' | Tommy Semmy     |
| Otorgado · Expulsado | 79' | Tommy Semmy     |
| Amonestado           | 90' | Raymond Gunemba |

| Amonestado | 46' | Joël Wakanumuné |

| Árbitro             | Matt Conger     |
| Árbitros asistentes | Mark Rule       |
|                     | Tevita Makasini |
| Cuarto árbitro      | Robinson Banga  |

| 20         | Guardameta     | Ronald Warisan      |     |
| 2          | Defensa        | Daniel Joe          |     |
| 5          | Defensa        | Felix Komolong      |     |
| 4          | Defensa        | Alwin Komolong      |     |
| 19         | Defensa        | Koriak Upaiga       |     |
| 7          | Centrocampista | Raymond Gunemba     |     |
| 11         | Centrocampista | Wira Wama           | 85' |
| 12         | Centrocampista | David Muta          |     |
| 14         | Centrocampista | Emmanuel Simon      | 64' |
| 9          | Delantero      | Nigel Dagingyaba    |     |
| 18         | Delantero      | Tommy Semmy         |     |
| Entrenador | Entrenador     | Flemming Serritslev |     |

| 20         | Guardameta     | Thomas Schmidt      |     |
| 3          | Defensa        | Joseph Tchacko      |     |
| 13         | Defensa        | Jean-Brice Wadriako |     |
| 18         | Defensa        | Emile Bearune       |     |
| 7          | Centrocampista | Joël Wakanumuné     |     |
| 8          | Centrocampista | Roy Kayara          |     |
| 16         | Centrocampista | Jean-Christ Wajoka  | 62' |
| 19         | Centrocampista | Joseph Athale       | 74' |
| 10         | Delantero      | César Zeoula        |     |
| 9          | Delantero      | Jean-Philipe Saiko  |     |
| 11         | Delantero      | Bertrand Kaï        |     |
| Entrenador | Entrenador     | Thierry Sardo       |     |

| 17 | Centrocampista | Jacob Sabua    | 64' |
| 8  | Centrocampista | Michael Foster | 85' |

| 2  | Defensa   | Judikael Ixoee | 62' |
| 21 | Delantero | Brice Diahite  | 74' |

| Anotado | 41' | Tommy Semmy | 1 - 0 |

| Anotado | 83' | Jean-Philippe Saiko | 1 - 1 |

| Amonestado           | 35' | Ronald Warisan  |
| Amonestado           | 65' | Tommy Semmy     |
| Otorgado · Expulsado | 79' | Tommy Semmy     |
| Amonestado           | 90' | Raymond Gunemba |

| Amonestado | 46' | Joël Wakanumuné |

| Árbitro             | Matt Conger     |
| Árbitros asistentes | Mark Rule       |
|                     | Tevita Makasini |
| Cuarto árbitro      | Robinson Banga  |

| 20         | Guardameta     | Steeve Ixoee        |     |
| 2          | Defensa        | Judikael Ixoee      | 53' |
| 12         | Defensa        | Loic Wakanumuné     |     |
| 13         | Defensa        | Jean-Brice Wadriako |     |
| 4          | Centrocampista | Georges Bearune     |     |
| 6          | Centrocampista | Cedric Sansot       |     |
| 8          | Centrocampista | Roy Kayara          |     |
| 10         | Centrocampista | César Zeoula        | 46' |
| 5          | Delantero      | Kevin Nemia         |     |
| 11         | Delantero      | Bertrand Kaï        | 68' |
| 21         | Delantero      | Brice Dahite        |     |
| Entrenador | Entrenador     | Thierry Sardo       |     |

| 1          | Guardameta     | Faalavelave Matagi |     |
| 2          | Defensa        | John Hall          |     |
| 4          | Defensa        | Filipo Bureta      | 57' |
| 18         | Defensa        | Henry Pupi         |     |
| 13         | Centrocampista | Lionel Taylor      |     |
| 14         | Centrocampista | Keone Kapisi       |     |
| 17         | Centrocampista | Joseph Dan-Tyrell  | 46' |
| 21         | Centrocampista | Samuel Malo        |     |
| 7          | Delantero      | Andrew Mobberley   |     |
| 9          | Delantero      | Paulo Scanlan      |     |
| 12         | Delantero      | Mike Saofaiga      | 57' |
| Entrenador | Entrenador     | Scott Easthope     |     |

| 15 | Centrocampista | Joerisse Cexome    | 46' |
| 16 | Centrocampista | Jean-Christ Wajoka | 53' |
| 14 | Centrocampista | Jacky Meindu       | 68' |

| 6  | Centrocampista | Ryan Martin       | 46' |
| 10 | Delantero      | Desmond Fa'aiuaso | 57' |
| 19 | Delantero      | Lapalapa Toni     | 57' |

| Anotado | 18' | Roy Kayara          | 1 - 0 |
| Anotado | 28' | Kevin Nemia         | 2 - 0 |
| Anotado | 30' | Roy Kayara          | 3 - 0 |
| Anotado | 38' | César Zeoula        | 4 - 0 |
| Anotado | 53' | Jean-Brice Wadriako | 5 - 0 |
| Anotado | 79' | Joerisse Cexome     | 6 - 0 |
| Anotado | 89' | Brice Dahite        | 7 - 0 |

| Amonestado | 48'   | George Bearune |
| Amonestado | 90+1' | Cedric Sansot  |

| Árbitro             | Robinson Banga |
| Árbitros asistentes | Ravinesh Kumar |
|                     | Hilmon Sese    |
| Cuarto árbitro      | Joel Hopken    |

| 20         | Guardameta     | Steeve Ixoee        |     |
| 2          | Defensa        | Judikael Ixoee      | 53' |
| 12         | Defensa        | Loic Wakanumuné     |     |
| 13         | Defensa        | Jean-Brice Wadriako |     |
| 4          | Centrocampista | Georges Bearune     |     |
| 6          | Centrocampista | Cedric Sansot       |     |
| 8          | Centrocampista | Roy Kayara          |     |
| 10         | Centrocampista | César Zeoula        | 46' |
| 5          | Delantero      | Kevin Nemia         |     |
| 11         | Delantero      | Bertrand Kaï        | 68' |
| 21         | Delantero      | Brice Dahite        |     |
| Entrenador | Entrenador     | Thierry Sardo       |     |

| 1          | Guardameta     | Faalavelave Matagi |     |
| 2          | Defensa        | John Hall          |     |
| 4          | Defensa        | Filipo Bureta      | 57' |
| 18         | Defensa        | Henry Pupi         |     |
| 13         | Centrocampista | Lionel Taylor      |     |
| 14         | Centrocampista | Keone Kapisi       |     |
| 17         | Centrocampista | Joseph Dan-Tyrell  | 46' |
| 21         | Centrocampista | Samuel Malo        |     |
| 7          | Delantero      | Andrew Mobberley   |     |
| 9          | Delantero      | Paulo Scanlan      |     |
| 12         | Delantero      | Mike Saofaiga      | 57' |
| Entrenador | Entrenador     | Scott Easthope     |     |

| 15 | Centrocampista | Joerisse Cexome    | 46' |
| 16 | Centrocampista | Jean-Christ Wajoka | 53' |
| 14 | Centrocampista | Jacky Meindu       | 68' |

| 6  | Centrocampista | Ryan Martin       | 46' |
| 10 | Delantero      | Desmond Fa'aiuaso | 57' |
| 19 | Delantero      | Lapalapa Toni     | 57' |

| Anotado | 18' | Roy Kayara          | 1 - 0 |
| Anotado | 28' | Kevin Nemia         | 2 - 0 |
| Anotado | 30' | Roy Kayara          | 3 - 0 |
| Anotado | 38' | César Zeoula        | 4 - 0 |
| Anotado | 53' | Jean-Brice Wadriako | 5 - 0 |
| Anotado | 79' | Joerisse Cexome     | 6 - 0 |
| Anotado | 89' | Brice Dahite        | 7 - 0 |

| Amonestado | 48'   | George Bearune |
| Amonestado | 90+1' | Cedric Sansot  |

| Árbitro             | Robinson Banga |
| Árbitros asistentes | Ravinesh Kumar |
|                     | Hilmon Sese    |
| Cuarto árbitro      | Joel Hopken    |

| 1          | Guardameta     | Mikael Roche      |     |
| 2          | Defensa        | Taumihau Tiatia   | 85' |
| 6          | Defensa        | Henri Caroine     |     |
| 19         | Defensa        | Vincent Simon     |     |
| 5          | Centrocampista | Ranui Aroita      |     |
| 11         | Centrocampista | Jay Warren        | 76' |
| 15         | Centrocampista | Heimano Bourebare |     |
| 20         | Centrocampista | Alvin Tehau       |     |
| 10         | Delantero      | Teaonui Tehau     |     |
| 13         | Delantero      | Steevy Chong Hue  |     |
| 21         | Delantero      | Fred Tissot       | 77' |
| Entrenador | Entrenador     | Ludovic Graugnard |     |

| 1          | Guardameta     | Steve Ixoee         |     |
| 3          | Defensa        | Joseph Tchacko      | 46' |
| 12         | Defensa        | Loic Wakanumuné     |     |
| 18         | Defensa        | Emile Bearune       |     |
| 6          | Centrocampista | Cedric Sansot       | 83' |
| 7          | Centrocampista | Joël Wakanumuné     |     |
| 8          | Centrocampista | Roy Kayara          |     |
| 16         | Centrocampista | Jean-Christ Wajoka  | 46' |
| 10         | Delantero      | César Zeoula        |     |
| 9          | Delantero      | Jean-Philippe Saiko |     |
| 11         | Delantero      | Bertrand Kaï        |     |
| Entrenador | Entrenador     | Thierry Sardo       |     |

| 12 | Delantero      | Mauarii Tehina  | 76' |
| 7  | Delantero      | Temarii Tinorua | 77' |
| 4  | Centrocampista | Ricky Aitamai   | 85' |

| 19 | Centrocampista | Joseph Atale     | 46' |
| 4  | Centrocampista | Georges Bearune  | 46' |
| 17 | Delantero      | Jefferson Dahite | 83' |

| Anotado | 90+2' | Teaonui Tehau | 1 - 1 |

| Anotado | 80' | Bertrand Kaï | 0 - 1 |

| Amonestado | 57' | Fred Tissot |

| Amonestado | 29' | Emile Bearune |
| Amonestado | 61' | Cedric Sansot |

| Árbitro             | Nick Waldron    |
| Árbitros asistentes | Tevita Makasini |
|                     | Avinesh Narayan |
| Cuarto árbitro      | Ravitesh Behari |

| 1          | Guardameta     | Mikael Roche      |     |
| 2          | Defensa        | Taumihau Tiatia   | 85' |
| 6          | Defensa        | Henri Caroine     |     |
| 19         | Defensa        | Vincent Simon     |     |
| 5          | Centrocampista | Ranui Aroita      |     |
| 11         | Centrocampista | Jay Warren        | 76' |
| 15         | Centrocampista | Heimano Bourebare |     |
| 20         | Centrocampista | Alvin Tehau       |     |
| 10         | Delantero      | Teaonui Tehau     |     |
| 13         | Delantero      | Steevy Chong Hue  |     |
| 21         | Delantero      | Fred Tissot       | 77' |
| Entrenador | Entrenador     | Ludovic Graugnard |     |

| 1          | Guardameta     | Steve Ixoee         |     |
| 3          | Defensa        | Joseph Tchacko      | 46' |
| 12         | Defensa        | Loic Wakanumuné     |     |
| 18         | Defensa        | Emile Bearune       |     |
| 6          | Centrocampista | Cedric Sansot       | 83' |
| 7          | Centrocampista | Joël Wakanumuné     |     |
| 8          | Centrocampista | Roy Kayara          |     |
| 16         | Centrocampista | Jean-Christ Wajoka  | 46' |
| 10         | Delantero      | César Zeoula        |     |
| 9          | Delantero      | Jean-Philippe Saiko |     |
| 11         | Delantero      | Bertrand Kaï        |     |
| Entrenador | Entrenador     | Thierry Sardo       |     |

| 12 | Delantero      | Mauarii Tehina  | 76' |
| 7  | Delantero      | Temarii Tinorua | 77' |
| 4  | Centrocampista | Ricky Aitamai   | 85' |

| 19 | Centrocampista | Joseph Atale     | 46' |
| 4  | Centrocampista | Georges Bearune  | 46' |
| 17 | Delantero      | Jefferson Dahite | 83' |

| Anotado | 90+2' | Teaonui Tehau | 1 - 1 |

| Anotado | 80' | Bertrand Kaï | 0 - 1 |

| Amonestado | 57' | Fred Tissot |

| Amonestado | 29' | Emile Bearune |
| Amonestado | 61' | Cedric Sansot |

| Árbitro             | Nick Waldron    |
| Árbitros asistentes | Tevita Makasini |
|                     | Avinesh Narayan |
| Cuarto árbitro      | Ravitesh Behari |

### Semifinales
| 1          | Guardameta     | Stefan Marinovic         |     |
| 5          | Defensa        | Michael Boxall           |     |
| 4          | Defensa        | Themistoklis Tzimopoulos |     |
| 17         | Defensa        | Luke Adams               |     |
| 18         | Defensa        | Sam Brotherton           |     |
| 2          | Defensa        | Kip Colvey               |     |
| 10         | Centrocampista | Luka Prelevic            | 46' |
| 8          | Centrocampista | Michael McGlinchey       |     |
| 6          | Centrocampista | Bill Tuiloma             | 72' |
| 9          | Delantero      | Chris Wood               |     |
| 14         | Delantero      | Rory Fallon              | 90' |
| Entrenador | Entrenador     | Anthony Hudson           |     |

| 1          | Guardameta     | Steve Ixoee            |       |
| 2          | Defensa        | Judikael Ixoee         | 61'   |
| 18         | Defensa        | Emile Bearune          |       |
| 12         | Defensa        | Loic Wakanumuné        |       |
| 7          | Defensa        | Jean-Christ Wakanumuné |       |
| 8          | Centrocampista | Roy Kayara             | 90+1' |
| 4          | Centrocampista | Georges Bearune        |       |
| 19         | Centrocampista | César Zeoula           |       |
| 17         | Delantero      | Brice Dahite           | 86'   |
| 9          | Delantero      | Jean-Philippe Saiko    |       |
| 11         | Delantero      | Bertrand Kaï           |       |
| Entrenador | Entrenador     | Thierry Sardo          |       |

| 13 | Delantero      | Monty Patterson           | 46' |
| 7  | Delantero      | Kosta Barbarouses         | 72' |
| 20 | Centrocampista | Te Atawhai Hudson-Wihongi | 90' |

| 19 | Centrocampista | Joseph Athale   | 61'   |
| 14 | Centrocampista | Jacky Meindu    | 86'   |
| 15 | Centrocampista | Joerisse Cexome | 90+1' |

| Anotado | 49' | Chris Wood | 1 - 0 |

| Amonestado | 33' | Luka Prelevic            |
| Amonestado | 44' | Kip Colvey               |
| Amonestado | 69' | Themistoklis Tzimopoulos |

| Árbitro             | Kader Zitouni  |
| Árbitros asistentes | Ravinesh Kumar |
|                     | Philippe Ravel |
| Cuarto árbitro      | Norbert Hauata |

| 1          | Guardameta     | Stefan Marinovic         |     |
| 5          | Defensa        | Michael Boxall           |     |
| 4          | Defensa        | Themistoklis Tzimopoulos |     |
| 17         | Defensa        | Luke Adams               |     |
| 18         | Defensa        | Sam Brotherton           |     |
| 2          | Defensa        | Kip Colvey               |     |
| 10         | Centrocampista | Luka Prelevic            | 46' |
| 8          | Centrocampista | Michael McGlinchey       |     |
| 6          | Centrocampista | Bill Tuiloma             | 72' |
| 9          | Delantero      | Chris Wood               |     |
| 14         | Delantero      | Rory Fallon              | 90' |
| Entrenador | Entrenador     | Anthony Hudson           |     |

| 1          | Guardameta     | Steve Ixoee            |       |
| 2          | Defensa        | Judikael Ixoee         | 61'   |
| 18         | Defensa        | Emile Bearune          |       |
| 12         | Defensa        | Loic Wakanumuné        |       |
| 7          | Defensa        | Jean-Christ Wakanumuné |       |
| 8          | Centrocampista | Roy Kayara             | 90+1' |
| 4          | Centrocampista | Georges Bearune        |       |
| 19         | Centrocampista | César Zeoula           |       |
| 17         | Delantero      | Brice Dahite           | 86'   |
| 9          | Delantero      | Jean-Philippe Saiko    |       |
| 11         | Delantero      | Bertrand Kaï           |       |
| Entrenador | Entrenador     | Thierry Sardo          |       |

| 13 | Delantero      | Monty Patterson           | 46' |
| 7  | Delantero      | Kosta Barbarouses         | 72' |
| 20 | Centrocampista | Te Atawhai Hudson-Wihongi | 90' |

| 19 | Centrocampista | Joseph Athale   | 61'   |
| 14 | Centrocampista | Jacky Meindu    | 86'   |
| 15 | Centrocampista | Joerisse Cexome | 90+1' |

| Anotado | 49' | Chris Wood | 1 - 0 |

| Amonestado | 33' | Luka Prelevic            |
| Amonestado | 44' | Kip Colvey               |
| Amonestado | 69' | Themistoklis Tzimopoulos |

| Árbitro             | Kader Zitouni  |
| Árbitros asistentes | Ravinesh Kumar |
|                     | Philippe Ravel |
| Cuarto árbitro      | Norbert Hauata |